# The Gilded Lily (1921)
The Gilded Lily is een Amerikaanse dramafilm uit 1921 onder regie van Robert Z. Leonard. Destijds werd de film in Nederland uitgebracht onder de titel De geverfde vrouw.

## Verhaal
Een jongen van het platteland gaat naar de grote stad. Hij wordt er verliefd op een revuemeisje. Hij laat haar echter staan, wanneer zij haar leven in de schijnwerpers wil opgeven om huisvrouw te worden.

## Rolverdeling
| Acteur               | Personage        |
| -------------------- | ---------------- |
| Mae Murray           | Lilian Drake     |
| Lowell Sherman       | Creighton Howard |
| Jason Robards sr.    | Frank Thompson   |
| Charles K. Gerrard   | John Stewart     |
| Leonora von Ottinger | Mevrouw Thompson |